# La pitonessa
La pitonessa (A Dangerous Game) è un film muto del 1922 diretto da King Baggot.

## Produzione
Il film fu prodotto dall'Universal Film Manufacturing Company.

## Distribuzione
Distribuito dall'Universal Film Manufacturing Company, il film - presentato da Carl Laemmle - uscì nelle sale cinematografiche USA il 25 dicembre 1922 dopo una prima tenuta a New York il 17 dicembre.
Il film viene considerato presumibilmente perduto.